# Károly Király
Károly Király (n. 26 septembrie 1930, Diciosânmartin, în prezent Târnăveni, județul Mureș – d. 4 noiembrie 2021) a fost un politician maghiar din România, membru al Partidului Comunist Român din septembrie 1954, prim secretar al comitetelor județene ale PCR din Covasna și Caraș-Severin, căzut în dizgrație la sfârșitul anilor 1970. La alegerile din 20 mai 1990 a fost ales senator de Covasna din partea UDMR, mandat pe care l-a exercitat până la demisia sa de la data de 12 decembrie 1991.

## Studii
- Patru clase primare (1939–1943);
- Cursul seral de U.T.M. (1948–1949);
- Curs de trei luni al U.T.M.;
- Școala Centrală a Comsomolului din Moscova (1957);
- Liceul;
- Școala Superioară de Partid „Ștefan Gheorghiu“, curs fără frecvență.

## Cariera politică
Între 1966-1968 a fost prim-secretarul Uniunii Tineretului Comunist din Regiunea Mureș-Autonomă Maghiară, totodată membru în biroul politic executiv al Regiunii Mureș-Autonomă Maghiară. Între 1968-1972 a fost prim secretar al organizației județene a PCR din Covasna, membru supleant al CPEx al CC al PCR.
În 1972, în semn de protest împotriva politicii partidului, a demisionat din funcții, dar este numit fără drept de apel ca prim-secretar al CJ al PCR din județul Caraș-Severin. După câțiva ani s-a întors la Târgu Mureș. În 1978 a scris o scrisoare de protest, în care denunța măsurile statului român luate împotriva minorității maghiare. La 16 iunie 1978 o persoană necunoscută a tras cu arma asupra mașinii sale. Este numit director al fabricii de conserve din Mediaș. La 15 mai 1979 a trimis o scrisoare la Amnesty International, acuzând Securitatea că ar fi încercat să-i prejudicieze sănătatea prin iradiere sau administrarea de substanțe cancerigene.
După revoluția din decembrie 1989 a fost ales vicepreședinte în Consiliul Provizoriu de Uniune Națională. A fost unii dintre membrii fondatori ai UDMR-ului. În timpul evenimentelor din martie 1990 de la Târgu Mureș a exercitat presiuni asupra comandanților militari români cerând să intervină și să împiedice atrocitățile.
Există ipoteza conform căreia Károly Király ar fi fost agent sovietic. În 1987, cu ocazia vizitei lui Mihail Gorbaciov în România, Károly Király, care era consemnat la domiciliu, a fost adus de la Târgu Mureș la București de o mașină a ambasadei sovietice și a participat la recepția la care a fost prezent și Nicolae Ceaușescu. În timpul acestei recepții Gorbaciov a stat de vorbă cu Király vreo zece minute. După recepție Király a fost dus cu o mașină sovietică înapoi la Târgu Mureș.

## Distincții
- Medalia Muncii (21 august 1954) „pentru merite deosebite pe tărîmul construcției de stat, economice, sociale și culturale, cu ocazia celei de a zecea aniversări a eliberării patriei noastre”[5]
- Ordinul Muncii clasa a III-a (10 decembrie 1955) „pentru merite deosebite în executarea lucrărilor de străpungere a tunelului de aducțiune de la hidrocentrala «V. I. Lenin»–Bicaz”[6]
- Ordinul Muncii clasa a II-a (4 aprilie 1962) „pentru merite deosebite în munca de colectivizare a agriculturii și întărirea economico-organizatorică a gospodăriilor agricole colective”[7]
- Ordinul „Steaua Republicii Populare Romîne” clasa a V-a (10 august 1964) „pentru merite deosebite în opera de construire a socialismului, cu prilejul celei de a XX-a aniversări a eliberării patriei”[8]
- Ordinul „Steaua Republicii Populare Române” clasa a IV-a (10 iulie 1965) „pentru merite deosebite în realizarea sarcinilor prevăzute în Directivele celui de al III-lea Congres al Partidului Muncitoresc Român”[9]
- Medalia „A XXV-a Aniversare a Eliberării Patriei” (4 august 1969) „pentru merite deosebite în lupta împotriva fascismului, în eliberarea țării, în războiul antihitlerist, în instaurarea puterii democrat-populare și construirea socialismului în Republica Socialistă România, cu prilejul celei de-a XXV-a aniversări a eliberării patriei”[10]
- Ordinul „Steaua Republicii Socialiste România” clasa a II-a (4 mai 1971) „cu prilejul aniversării a 50 de ani de la constituirea Partidului Comunist Român, [...] pentru merite deosebite în opera de construire a socialismului”[11]